# Vers-Pont-du-Gard
Vers-Pont-du-Gard este o comună în departamentul Gard din sudul Franței. În 2009 avea o populație de 1.696 de locuitori.

## Evoluția populației
| An        | 1975 | 1982 | 1990  | 1999  | 2006  | 2009  |
| --------- | ---- | ---- | ----- | ----- | ----- | ----- |
| Populație | 739  | 924  | 1.110 | 1.322 | 1.566 | 1.696 |

## Monumente

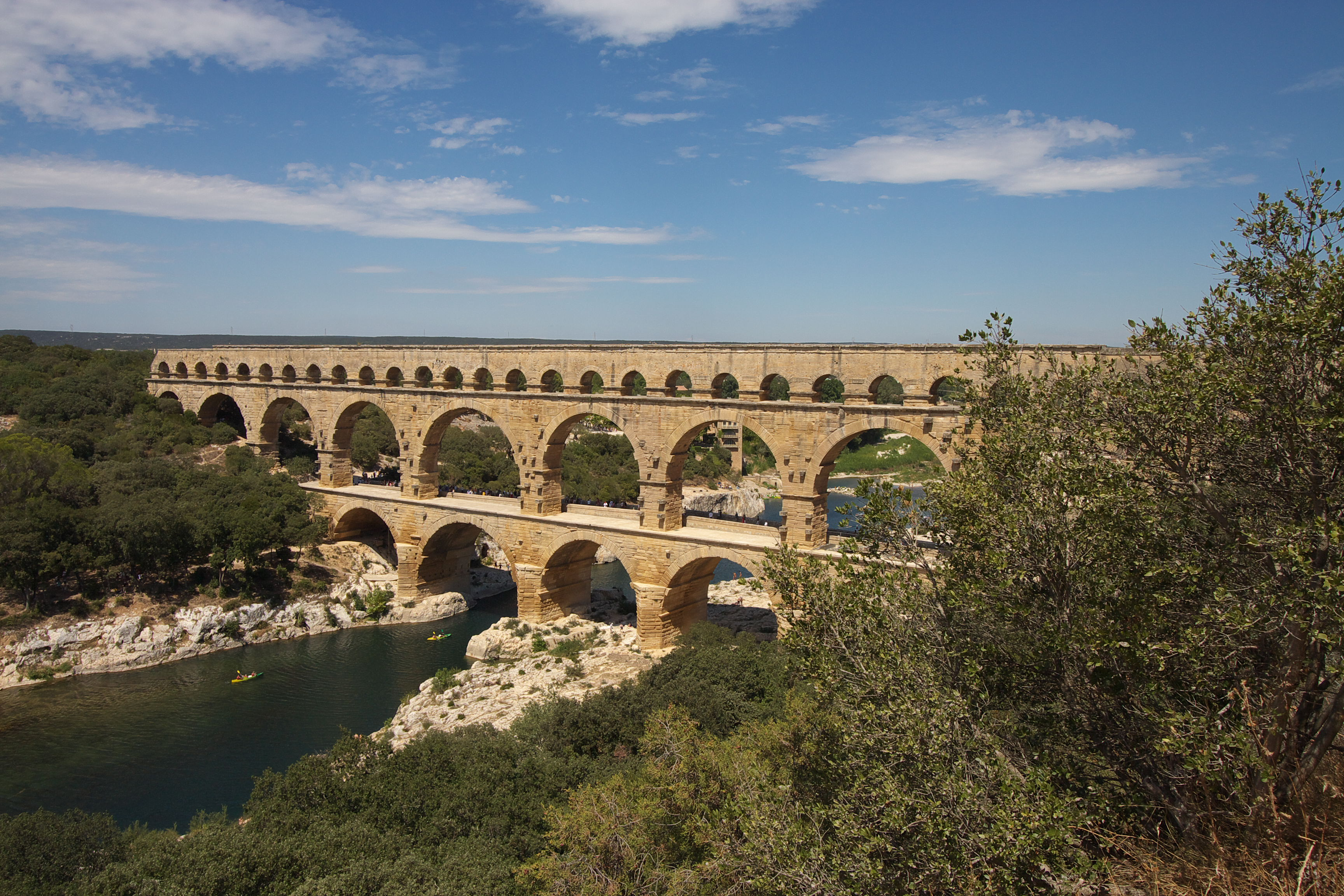
Pont du Gard

- Pont du Gard, apeduct roman, monument istoric din secolul I